# Lineth Beerensteyn
Lineth Beerensteyn (* 11. Oktober 1996 in Den Haag) ist eine niederländische Fußballspielerin und seit dem Jahr 2016 auch A-Nationalspielerin.

## Karriere

### Vereine
Beerensteyn begann in Delft, unweit ihres Geburtsortes, bei der ortsansässigen Delfia Hollandia Combinatie mit dem Fußballspielen. 2011 wechselte sie in die Jugendabteilung von ADO Den Haag und rückte ein Jahr später in die Erste Mannschaft auf. In vier Spielzeiten – die ersten drei in der BeNe League – bestritt sie 85 Punktspiele, erzielte 77 Tore und gewann 2016, wie schon 2013, erneut den Vereinspokal. Zur Saison 2016/17 wurde sie vom Ligakonkurrenten FC Twente Enschede verpflichtet, für den sie 18 von 21 Punktspielen in der wieder ausgespielten Eredivisie bestritt und acht Tore erzielte, sowie drei Spiele in der Saison abschließenden Meisterrunde, bei der ihr ein Tor gelang.
Zur Saison Saison 2017/18 wurde sie vom Bundesligisten FC Bayern München verpflichtet, bei dem sie einen bis zum 30. Juni 2020 gültigen Vertrag unterzeichnete. Ihren ersten Einsatz in der Bundesliga hatte sie am 24. September 2017 (3. Spieltag) beim 2:0-Heimsieg gegen Aufsteiger 1. FC Köln mit Einwechslung für Jill Roord in der 62. Minute; ihr Debüt krönte sie mit dem Tor zum Endstand in der 89. Minute.
Zur Saison 2022/23 wurde sie vom italienischen Erstligisten Juventus Turin verpflichtet. Mit Juventus qualifizierte sie sich für die Gruppenphase der UEFA Women’s Champions League 2022/23, verpassten aber durch ein torloses Remis im letzten Gruppenspiel gegen Rekordsieger Olympique Lyon das Viertelfinale. Sie kam in neun Spielen zum Einsatz und erzielte zwei Tore.
Am 17. Juni 2024 wurde ihre Verpflichtung zur Saison 2024/25 auf der Website des Bundesligisten VfL Wolfsburg öffentlich.

### Nationalmannschaft
Beerensteyn debütierte 2011 erstmals im Nationaltrikot des KNVB und bestritt zwei Länderspiele für die Nachwuchsnationalmannschaft der Altersklasse U-15. Von 2012 bis 2016 folgten weitere Einsätze in den Altersklassen U-16, U-17 und U-19. Mit der U-19-Nationalmannschaft nahm sie an der vom 15. bis 27. Juli 2014 in Norwegen ausgetragenen Europameisterschaft teil, an dessen Ende der Gewinn des Europameistertitels stand. Ihr Debüt in der A-Nationalmannschaft gab sie am 4. Juni 2016 in Waalwijk beim 1:0-Sieg im Testspiel gegen die Südafrikanische Nationalmannschaft, bevor sie für Daniëlle van de Donk in der 78. Minute ausgewechselt wurde. Ihr erstes A-Länderspieltor erzielte sie am 20. Oktober 2016 in Livingston beim 7:0-Sieg im Testspiel gegen die Schottische Nationalmannschaft mit dem Treffer zum 2:0 in der 45. Minute.
Bei der EM 2017 in ihrer Heimat, die mit dem Finalsieg endete, hatte sie zwei Kurzeinsätze in den Gruppenspielen und einen Kurzeinsatz im Viertelfinale gegen Schweden.
Beim Algarve-Cup 2018, wo sich die Niederländerinnen den Titel mit den Schwedinnen auf Grund des nicht durchführbaren Finales teilten, erzielte sie ein Tor.
Bei der WM 2019 wurde sie in allen sieben Spielen der Niederländerinnen eingesetzt, wobei sie fünfmal eingewechselt wurde, und erzielte im dritten Gruppenspiel gegen Kanada den 2:1-Siegtreffer. Am Ende erreichten die Niederländerinnen erstmals das Finale, verloren dort aber mit 0:2 gegen Titelverteidiger USA.
Für das vom 21. Juli bis 7. August 2021 in Japan stattgefundene olympische Fußballturnier 2020, das wegen der COVID-19-Pandemie um ein Jahr verschoben worden war, wurde sie für den Nationalmannschaftskader nominiert. Sie wurde in den drei Gruppenspielen, in denen sie drei Tore erzielte, und im Viertelfinale gegen Weltmeister USA eingesetzt, das die Niederländerinnen im Elfmeterschießen verloren.
In der Qualifikation für die WM 2023 wurde sie fünfmal eingesetzt und erzielte dabei zwei Tore.
Am 31. Mai 2022 wurde sie für die EM-Endrunde nominiert. Bei der EM kam sie in den drei Gruppenspielen und im Viertelfinale zum Einsatz, das in der Verlängerung gegen Frankreich verloren wurde.
Am 30. Juni 2023 wurde sie für die WM-Endrunde nominiert, kam in jedem der fünf Spiele ihres Teams zum Einsatz und schied mit ihrer Mannschaft im Viertelfinale gegen die Spanierinnen nach Verlängerung aus. Sie erzielte ein Tor während des Turniers.
Am 5. Dezember 2023 bestritt sie im Nations-League-Spiel gegen Belgien ihr 100. Länderspiel und erzielte die ersten beiden Tore zum 4:0-Sieg, durch den sich die Niederländerinnen für die Endrunde der vier besten Mannschaften qualifizierten.
Sie wurde auch für die EM-Endrunde 2025 nominiert. Dort kam sie in den drei Gruppenspielen zum Einsatz, nach denen die Niederländerinnen ausschieden.

## Erfolge
- Zweite der Weltmeisterschaft 2019
- Europameisterin 2017
- U-19-Europameisterin 2014
- Zweite der Meisterschaft 2017 (mit dem FC Twente Enschede)
- KNVB-Pokal-Siegerin 2013, 2016 (mit ADO Den Haag)
- Silbermedaillengewinnerin 2013 (mit ADO Den Haag)
- Deutsche Meisterin 2021
- DFB-Pokal-Finalistin 2018
- Algarve-Cup-Siegerin 2018 (zusammen mit Schweden, da das Finale auf Grund der Wetterbedingungen nicht durchgeführt werden konnte)
- Italienische Pokalsiegerin 2023 (mit Juventus)